# Вернер Шроер
Вернер Шроер (нім. Werner Schröer; нар. 12 лютого 1918, Мюльгайм-на-Рурі, Рейнська провінція — пом. 10 лютого 1985, Оттобрунн, Баварія) — німецький льотчик-ас винищувальної авіації, майор люфтваффе. Кавалер Лицарського хреста Залізного хреста з Дубовим листям і мечами.

## Біографія
В 1937 році вступив в люфтваффе. Після закінчення авіаційного училища в серпні 1940 року зарахований в 1-у групу 27-ї винищувальної ескадри, яка діяла в районі Ла-Маншу. Перший бойовий виліт здійснив у серпні 1940 року під час битви за Британію. В квітні 1941 року група Шроера була переведена в Північну Африку. З 1 березня 1942 року — ад'ютант 1-ї групи своєї ескадри. 1 липня 1942 року переведений у 8-у ескадрилью. В Африці Шроер став одним з найрезультативніших експертів люфтваффе: збив 61 літак. З 20 квітня 1943 року — командир 2-ї групи 27-ї винищувальної ескадри. В березні-липні 1944 року командував 3-ю групою 54-ї винищувальної ескадри. В липні 1944 року направлений в командне училище винищувальної авіації. З 14 лютого 1945 року і до кінця війни командував 3-ю винищувальною ескадрою «Удет», з якою діяв на Східному фронті.
Всього за час бойових дій здійснив 197 бойових вильотів і збив 114 літаків, в тому числі 10 радянських, 61 — в Північній Африці, 43 — на Західному фронті, з них 24 4-моторні бомбардувальники. Шроер був другим рекордсменом за кількістю перемог у Північній Африці після Ганса-Йоахіма Марселя.

## Нагороди
- Німецька імперська відзнака за фізичну підготовку в бронзі (1937)
- Нагрудний знак пілота (жовтень 1938)
- Медаль «У пам'ять 1 жовтня 1938» (9 жовтня 1939)
- Залізний хрест
  - 2-го класу (19 квітня 1941)
  - 1-го класу (15 вересня 1941)
- Авіаційна планка винищувача
  - в сріблі (15 вересня 1941)
  - в золоті (15 вересня 1942)
- Хрест «За військову доблесть» (Італія) з мечами (5 листопада 1941)
- Нагрудний знак пілота (Італія) (22 червня 1942)
- Почесний Кубок Люфтваффе (6 серпня 1942)
- Німецький хрест в золоті (9 вересня 1942)
- Лицарський хрест Залізного хреста з дубовим листям і мечами
  - лицарський хрест (20 жовтня 1942) — за 49 перемог.
  - дубове листя (№ 268; 2 серпня 1943) — за 84 перемоги.
  - мечі (№ 144; 19 квітня 1945) — за 100 перемог.
- Нарукавна стрічка «Африка» (1943) — за 110 перемог.
- Медаль «За італо-німецьку кампанію в Африці» (2 серпня 1943)
- Нагрудний знак «За поранення» в чорному

Військова кар'єра
- 1937 — солдат
- 1 жовтня 1938 — єфрейтор
- 1 квітня 1939 — унтер-офіцер
- 1 грудня 1939 — фельдфебель
- 1 березня 1941 — лейтенант
- 1 листопада 1942 — обер-лейтенант
- 1 лютого 1943 — гауптман
- 1 листопада 1943 — майор